# Musée M
Le musée M (en néerlandais : M - Museum Leuven) est un musée des beaux-arts du centre-ville de la ville belge de Louvain.

## Architecture
Le bâtiment a été conçu par l’architecte belge Stéphane Beel. Il intègre immeubles historiques et architecture contemporaine avec jardin intérieur et toit-terrasse.
Le musée a été inauguré le 20 septembre 2009 par la princesse Mathilde de Belgique et la princesse Maxima des Pays-Bas.
La superficie du musée est de 13 500 m2 dont 6 500 de surface d'exposition.

## Collections

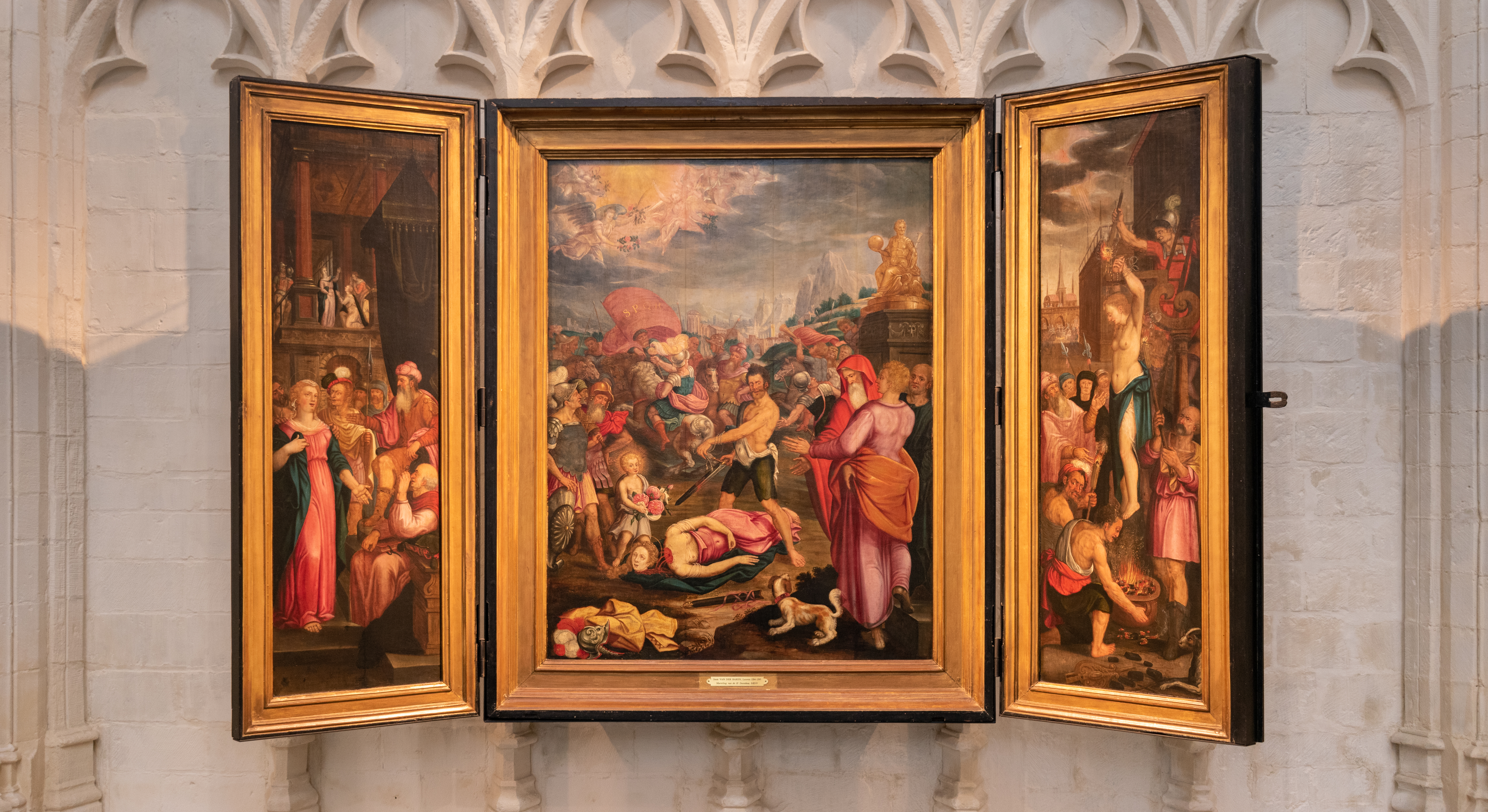
Le martyre de sainte Dorothée, un triptyque par Josse van der Baren, réalisé entre 1594 et 1595, des collections du musée, présenté à la collégiale Saint-Pierre de Louvain.

Situé à l'emplacement de l'ancien musée municipal Vander Kelen-Mertens, le musée possède une collection d'environ 52 500 œuvres.
Il présente des œuvres d’art ancien et contemporain centrées sur la production artistique locale et du Brabant, du Moyen Âge au XXe siècle. Avec entre autres Constantin Meunier, Jef Lambeaux et George Minne.
Le musée présente également des expositions temporaires tant de maîtres anciens que d’artistes contemporains.